# Harold Lasvel
Harold Dvajt Lasvel (engl. Harold Dwight Lasvel; 13. februar 1902 – 18. decembar 1978) bio je vodeći američki politikolog i teoretičar komunikacije.
Lasvel je studirao doktorske studije na Univerzitetu u Čikagu (engl. University of Chicago) gdje je radio kao profesor prava na Jejl Univerzitetu. (engl. Yale University).
Takođe, bio je direktor Instituta za ratne komunikacije, te je služio kao predsjednik oba, Američkog udruženja političkih nauka i Svjetske akademije nauka i umjetnosti.
Lasvel je jedan od najuticajnijih naučnika svog vremena. Studirao je političke pojave i elite, ulogu ličnosti u politici i politika ponašanja.
Nagrada Harolda D. Lasvela se dodjeljuje svake godine za najbolju disertaciju u oblasti javnih politika.

## Život, obrazovanje i karijera
Lasvel je diplomirao filozofiju i ekonomiju 1922. godine i doktorirao 1926. godine na Univerzitetu u Čikagu, a studirao je na Univerzitetima u Londonu, Ženevi, Parizu i Berlinu tokom 1920. godine.
Za vrijeme Drugog svjetskog rata, Lasvel je obavljao dužnost načelnika eksperimentalne divizije za proučavanje rata, kao dio tima komunikacije u Kongresnoj biblioteci. Analizirao je propagandu u nacističkim filmovima, identifikovao mehanizme uvjeravanja koristi za osiguravanje pristanka i podršku njemačkog stanovništva za Hitlera u njegovim ratnim zločinima.
Nakon Drugog svjetskog rata, Lasvel odlazi na Jejl Univerzitet, gdje je služio sve do 1970-ih godina u različitim kapacitetima, kao profesor prava i profesor političkih nauka, te gostujući predavač na kampusima širom svijeta i savjetnik brojnih vladinih agencija SAD-a.

## Rad
Prvi pokušaj modelskog predstavljanja komunikacionog procesa pripada Haroldu D. Lasvelu.
Polazeći od klasičnih načela govorništva izloženih u Aristotelovoj retorici (IV vijek p.n.e.), Lasvel je, u samo jednoj rečenici, izložio tzv. verbalni model ili formulu komunikacionog procesa poznatu kao 5W: Ko (who) saopštava šta (what), posredstvom koga (which) kanala, kome (whom) i sa kakvim (with what) učinkom.
I ovako koncizno izložen model otvara čitavu lepezu daljih pravaca istraživanja komunikacionog procesa.
Harold Lasvel kaže da najbolji način da se opiše čin komunikacije je odgovoriti na sljedeća pitanja: Ko, šta, u kojim kanalima, kome i sa kojim efektom?
Prema Lasvelu postoje tri funkcije za komunikaciju:
1. Nadzor okoline
2. Korelacija komponenti društva
3. Kulturne transmisije između generacija

Lasvelov model ima kako prednosti, tako i nedostatke.
Prednost Lasvelovog modela:
Lako i jednostavno, odgovara za gotovo sve vrste komunikacije i koncept efekta.
Nedostatak Lasvelovog modela:
Ne spominje buku i povratne informacije i linearni model

## Djela
- Propaganda Tehnika u Prvom svjetskom ratu
- Psihopatologije i politika
- Svjetska politika i lične nesigurnosti
- Politika: Ko dobija šta, kada, kako (1936)
- "Garison država" (1941)
- Snaga i ličnosti (1948)
- Politička komunikacija: Javni jezik političkih elita u Indiji i SAD-u (1969)

Njegovi radovi na političkoj psihologiji uključuju djela Psihopatologija i politika (1930), gdje traži sredstva za usmjeravanje želje za dominacijom, Svijetska politika i lične nesigurnosti (1935); i Snaga i ličnosti (1948), koji sublimiraju njihove lične frustracije na vlasti.
Neki od njegovih drugih velikih djela uključuju Propaganda Tehnika u Prvom svjetskom ratu (1927),Svjetska Revolucionarna Propaganda (1939) i Budućnost političkih nauka (1963).

## Propaganda, pojam i određenje
Harold Lasvel, jedan od doajena propagandnih istraživanja, sam
je pozivima na naučno, kvantitativno, vrednosno-neutralno istraživanje efekata komunikacije
inicirao ‘studije efekata’, koje su potpuno potisnule ‘propagandnu analizu’.
Društveni razlozi imali su i teorijske implikacije: naknadno se ispostavilo da
su studije propagande imale ‘ozbiljne teorijske greške’, ‘konceptualne nejasnoće’ i
da treba osporiti “raširenu i pomalo histeričnu ideju da je propaganda svemoćna.
„Propaganda može biti identifikovana i kao promišljen napor da se vrši uticaj na ishod spornih situacija u izazivanju naklonosti. U tom smislu, propaganda se razlikuje od drugih promišljenih transmisija informacija ili od sličnih ceremonijalnih ili čisto izražajnih aktivnosti“.
Dominantni teorijski interes usmjeren je na istraživanje propagande. Ova direktna teorijska reakcija na masovnu manipulaciju tokom Prvog svetskog rata poprimila je razmjere prave industrije. Propagandom se smatrala svaka poruka dizajnirana sa ciljem da promijeni nečija mišljenja. Međuratno otkriće ‘propagande’, simbolično izraženo uspostavljanjem i obimnom produkcijom Instituta za analizu propagande, trajalo je do početka Drugog svetskog rata i aktivnog uključivanja mnogih teoretičara u veliku državno-propagandnu akciju borbe protiv fašizma.
Harold D. Lasvel je definisao propagandu kao “tehniku uticaja na ljudsku akciju manipulacijom prezentacija. Te prezentacije mogu biti u govornoj, pisanoj, te u formi slike ili muzike. ”

### Razvoj fenomena političke propagande
Razvoj fenomena političke propagande nakon Drugog svjetskog rata se kreće u dva smjera: prvi je onaj u kojem se političko komuniciranje izjednačava sa državnom propagandom, a dolazi do izražaja u autoritarnim režimima; drugi smjer prisutan je u liberalnim demokratijama. Često se ističe kako je jedna od osnovnih razlika između ta dva smjera izražena u opreci između monopolne državne propagande (koja je korisna za one koji nastoje planski uticati na stavove, ali ne i za one koji su objekat toga nastojanja) i uvjeravanja kao korištenja simbola od strane konkurentskih političkih činioca kako bi se pokrenula akcija koja i ne mora biti štetna za objekte uvjeravanja.

## Prilozi
Lasvel je napravio značajne doprinose u oblasti komunikacija:
- Model pet pitanja komunikacije doveo je do naglaska u komunikaciji studije o određivanju efektima. Lasvelov savremenik, Paul F. Lazarsfeld, učinio još više kristalizacijom ovoga fokusa na komunikacijskim efektima;
- On je pionir u sadržaju metoda analize, metodologije kvalitativnih i kvantitativnih mjerenja komunikacije poruka (propagandnih poruka i novine editorijale, na primjer);
- Pomoću svoje studije političke i ratne propagande predstavlja važnu ranu vrstu komunikacije studija. Riječ propaganda kasnije dobiva negativnu konotaciju i u današnje vrijeme nije od koristi, iako ima još više političke propagande.
- Lasvel je primijenio Frojdov id-ego-superego preko analize sadržaja u nauci problema političke prirode. U suštini, on se koristio frojdovskim teorijama na društvenom nivou;
- Pomogao je stvoriti nauku politika, interdisciplinarni pokret za integraciju znanja društvenih nauka sa javnim akcijama.

## Kontroverze
- Iako je možda učinio kritički rad, to je prvenstveno administrativni rad istraživanja u službi vlade i drugih sponzora svojih istraživanja.
- Posmatrao je komunikaciju kao čin, a ne kao interaktivni proces. Njegov model je opsjednut efektima kao da svako komunikacijsko djelo treba da ima diskretni efekat.
- Posmatrao je više pojedince kao labave atome, a ne kao članove grupe ili kolektiv, zanemarujući pritom dinamiku prijema poruka od strane pojedinaca. Otvorio je put za moćne efekte ideja.

## Spoljašnje veze
- https://web.archive.org/web/20161020183353/http://fabrikaknjiga.co.rs/rec/64/151.pdf